# San Bernardino Tlaxcalancingo
San Bernardino Tlaxcalancingo es una  junta auxiliar del municipio de San Andrés Cholula.

## Historia

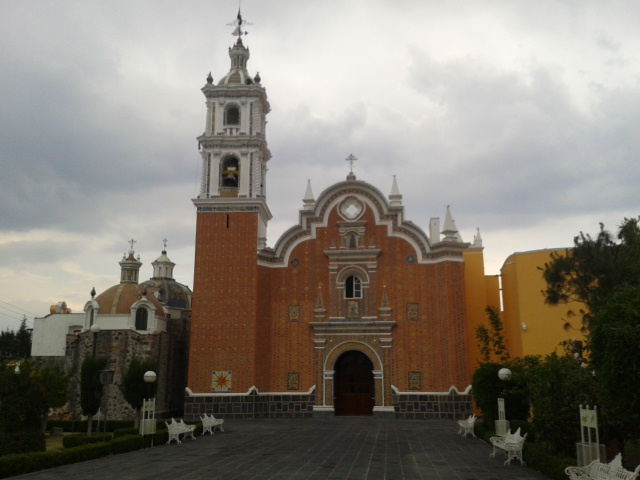
Fachada principal de la parroquia

Origen: Los primeros habitantes del pueblo fueron guerreros Xochimilcas, que escogieron este lugar del señorío cholulteca por la fertilidad de la tierra y la abundancia de agua. 
Glifo y significado: La circunferencia de la parte superior representa a una tortilla o pan de maíz que en náhuatl se lee tlaxcalli. Para reforzar el nombre, una mano la sostiene en lo alto justo en el momento de terminar de elaborarla. El cerro (altépetl) indica pueblo o lugar. El traserito dibujado en la parte inferior (-tzin o -tzintli) indica venerabilidad o respeto. Tomado en conjunto, Tlaxcalantzinco se lee como En el lugar del venerable pan de maíz.
La lengua originaria de Tlaxcalancingo es el náhuatl, sin embargo la urbanización ha hecho que ésta se vaya perdiendo, al orillar a las personas a hablar el español, que es la lengua predominante en el país. Lo más penoso de esto es que los jóvenes no están interesados en conservar la lengua, lo que causará que las futuras generaciones no la conozcan.

## Localización y demografía
San Bernardino Tlaxcalancingo se localiza en el suroeste de la ciudad de Puebla, presenta una gran estructura de organización social, política, comunitaria y religiosa, predominando los dos últimos tipos de organización. La junta auxiliar se divide en seis barrios: Galiotitla, Tecmanitla, Xinaxtla, Xochitepec, Cuayantla, Xicotzingo y una colonia denominada Coyotepec. La actividad preponderante es la agropecuaria, siendo los principales cultivos el maíz, el frijol y el nopal, además se crían aves de corral. Su distancia aproximada a la cabecera municipal es de 4 kilómetros y tiene una población de 54517 habitantes de acuerdo al censo de población y vivienda 2010 del INEGI.

## Costumbres y tradiciones
Generalmente celebra todas las celebraciones y tradiciones que se celebran en México u otro estados como la Navidad, el día de muertos, además de una celebración en especial llamada el xochipitzahuatl tradición que viene de sus tradiciones de los antepasados en un ritual cuando por dos personas se casan por la iglesia y realizan un baile con atributos materiales para los padrinos que los representan con el intercambio de animales de ganado, dónde los novios bailan en medio de una rueda que hacen todos los demás se hace una representación cada 12 de octubre de cada año y se hace una pequeña kermes donde se unen todos los comerciantes locales ofreciendo sus productos naturales y tradicionales al igual que cosas que puedes comprar con un recuerdo y hay varios números de entretenimiento desde danza tradicionales y una representación de los voladores de Papantla.